# Bambusa valida
Bambusa valida là một loài thực vật có hoa trong họ Hòa thảo. Loài này được (Q.H.Dai) W.T.Lin mô tả khoa học đầu tiên năm 1990.